# Helga Moreira
Helga Moreira (Quadrazais, Guarda, 29 de abril de 1950) es una poeta portuguesa.
Moreira estudió Física en la Facultad de Ciencias de la Universidad de Oporto, ciudad en la que reside y donde impartió clases de secundaria durante algunos años. Apareció en la década de 1970 en suplementos literarios, revistas y publicaciones colectivas —Serpente, Colagem, A Poesia Portuguesa Hoje, Os Poetas do Café, Amor, Luxúria & Morte, etc.—, la poesía de Helga Moreira se caracterizó desde el principio por una atención extrema al discurso cotidiano, cercana a lo que se ha llamado un “retorno a la realidad”.  
Su primer libro lo publicó  en 1978. Pero es con la lectura de Os Dias Todos Assim (1996), un libro que reúne diez años de escritura (hasta 1993) y donde la trama de los distintos hilos argumentales es muy clara, es lo que nos dará una perspectiva de conjunto amplia de la poesía de Moreira.  
Tumulto, publicada en 2003, marca un punto de inflexión en su poesía, afirmando marcas de identidad. Colaboró en el volumen Vozes e Olhares no Feminino (2001), organizado por Isabel Pires de Lima. Aparece traducido al inglés en el volumen "Poem-ing Beyond Border: ten Contemporary Irish and Portuguese women poets", organizado y traducido por Gisele Wolkoff, Ed. Palimage: Coimbra (Portugal), 2011. Reside en Oporto desde 1968.

## Obras

### Poesía
- 1978 Cantos do Silêncio
- 1980 Fogo Suspenso
- 1983 Quem não vier do sul
- 1985 Aromas
- 1996 Os Dias Todos Assim
- 2001 Um Fio de Noite
- 2002 Desrazões
- 2003 Tumulto
- 2006 Agora que falamos de morrer